# Alzeau
L'Alzeau o la Rougeanne és un riu francès del sud del país que neix al departament del Tarn i passa pel de l'Aude, on es converteix en un subafluent del riu que li dona nom a través del riu Fresquel.

## Geografia
És un riu que neix al Massís Central, concretament a la Muntanya Negra al Parc Natural de l'Haut-Languedoc, al municipi de Labruguière al costat de Mazamet, en els pendents del pic de Montaud, i desemboca al Fresquel a la riba esquerra prop de Pezens al departament de l'Aude.
El riu té un curs de 33,6 km

## Afluents principals
L'Alzeau o la Rougeanne té 15 afluents dels quals destaquen:
- la Dure: 27 km
- le Pesquier : 5,2 km

## Hydrologie
Una part de les aigües d'aquest riu, juntament amb el Lampy i el Sor són canalitzades pel Rec de la Muntanya i passen pel Laudot per la Presa de les Cammazes i el Llac de Saint-Ferréol per alimentar el Canal del Migdia via el Rec de la Plana.

## Departaments i municipis que travessa
L'Alzeau o la Rougeanne travesa dos departements i 10 municipis: 
- Tarn (81): 
  - Labruguière (font), Escoussens, Arfons.
- Aude (11): 
  - Laprade, La Comba, Saint-Denis, Saissac, Montolieu, Moussoulens i Pezens (confluència).